# ویله والو
ویل والو (انگلیسی: Ville Valo؛ زادهٔ ۲۲ نوامبر ۱۹۷۶) موسیقی‌دان اهل فنلاند است. وی از سال ۱۹۹۱ میلادی تاکنون مشغول فعالیت بوده‌است.
ویل والو از بنیانگذاران و خوانندهٔ اصلی گروه موسیقی هیم است.